# Nationale Taras Sjevtsjenko-universiteit van Kiev
De Nationale Taras Sjevtsjenko-universiteit van Kiev (Oekraïens:  Київський національний університет імені Тараса Шевченка) is de belangrijkste universiteit van Oekraïne en is de grootste nationale instelling voor hoger onderwijs. Het is de op twee na oudste universiteit in Oekraïne na de Universiteit van Lviv en de Universiteit van Charkov. De universiteit heeft anno 2022 dertien faculteiten en acht instituten. 
De naam verwijst naar Taras Sjevtsjenko, schrijver, tekenaar en humanist, die met zijn literaire werken een belangrijke bijdrage leverde aan de moderne Oekraïense literatuur en taal. 

## Geschiedenis
De  universiteit is in 1834 gesticht door tsaar Nicolaas I van Rusland als de Keizerlijke Universiteit van Sint Volodymyr, maar nadien is de naam verschillende keren veranderd. Tijdens het Sovjet-Unie-tijdperk was deze universiteit, toen Staatsuniversiteit van Kiev geheten, een van de beste drie universiteiten in de USSR, samen met de Staatsuniversiteit van Moskou en de Staatsuniversiteit van Leningrad.

## Alumni
In de loop van de geschiedenis heeft de universiteit veel beroemde afgestudeerden voortgebracht, onder wie Nikolaj Bunge, Mychajlo Drahomanov, Mychajlo Hroesjevsky, Nikolaj Berdjajev, Michail Boelgakov, Ivan Schmalhausen, Theodosius Dobzhansky, Vjatsjeslav Tsjornovil, Leonid Kravtsjoek en vele anderen. Naamgever Taras Sjevtsjenko zelf, die om politieke redenen van onderwijsactiviteiten was uitgesloten, werkte als onderzoeker aan deze universiteit.